# Xevtsov (Véidelevka)
|  | Per a altres significats, vegeu «Xevtsov». |

Xevtsov - Шевцов (rus) - és un poble (un khútor) de l'óblast de Bélgorod, a Rússia. El 2010 tenia 85 habitants. Pertany al districte (raion) de Véidelevka.